# 兰德格
兰德格是奥地利下奥地利州沙伊布斯县的一个市镇。总面积51.87平方公里，总人口1917人，人口密度37.6人/平方公里（2012年）。